# Aphelia drummondii
Aphelia drummondii är en gräsväxtart som först beskrevs av Georg Hans Emmo Emo Wolfgang Hieronymus, och fick sitt nu gällande namn av George Bentham. Aphelia drummondii ingår i släktet Aphelia och familjen Centrolepidaceae. Inga underarter finns listade i Catalogue of Life.